# Pierre Grimod du Fort
Pour les articles homonymes, voir Grimod.
Pierre Grimod du Fort (1692-1748), 1er comte d'Orsay, est un fermier général et collectionneur d'œuvres d'art.

## Biographie
Son père est André Antoine Grimod, seigneur de Montgelas (1647-1724) qui était directeur de la Douane, puis des gabelles de Lyon ; avocat au Parlement de Paris, il est anobli par Louis XIV par une charge de secrétaire du roi en 1697, puis devient directeur général des Fermes du Lyonnais, puis fermier général de 1711 à 1719.
Pierre Grimod du Fort est l'un des plus riches et des plus fastueux fermiers généraux, intendant des Postes et des relais de France. Auprès des descendants de Charles Boucher d'Orsay, il acquiert le 8 juillet 1741 la seigneurie d'Orsay, dans la vallée de Chevreuse, qu'il fait ériger en comté, devenant comte d'Orsay.
À Paris, il acheta en 1734 l'hôtel Chamillart, ancien hôtel du duc de Gesvres Léon Potier, rue Coq-Héron, qu'il fit décorer par Charles-Joseph Natoire.
Il était un collectionneur de tapisseries et de peintures.

## Descendance
Il se maria trois fois. Il épousa, successivement :
1. Geneviève Florimonde Savalette de Magnanville, fille de Charles Savalette.
2. Élisabeth Geneviève de Courten, comtesse du Saint-Empire.
3. Marie-Antoinette-Gabrielle de Caulaincourt, descendante du duc de Sully, le 25 février 1748.

Il est le père d'un fils unique, né posthume, 50 jours après sa mort, survenue le 25 octobre, de sa troisième épouse : Pierre Gaspard Marie Grimod d'Orsay (1748-1809), lequel hérite des titres et des biens de son père. Sa mère se remaria à Jean-Jacques Lefranc de Pompignan.